# چانچانگی ایرلاینز
چانچانگی ایرلاینز (به انگلیسی: Chanchangi Airlines) یک شرکت هواپیمایی با کد یاتا 5B است که در ۱۹۹۴ میلادی تأسیس شده‌است. دفتر مرکزی چانچانگی ایرلاینز در کادونا، نیجریه واقع شده‌است.